# 청산 정씨
청산 정씨(靑山鄭氏)는 충청북도 옥천군 청산면을 본관으로 하는 한국의 성씨이다.

## 역사
청산 정씨(靑山 鄭氏)의 시조 정금강(鄭錦綱)은 고려 말에 문하시중(門下侍中)을 지내고, 조선 개국공신으로 보국숭록대부(輔國崇祿大夫) 의정부(議政府) 좌의정(左議政)에 이르렀으며, 청산부원군(靑山府院君)에 봉해져 본관을 청산(靑山)으로 하였다고 한다. 3세손 정운결(鄭雲潔)이 문종 때 문과에 합격하여 사헌부대사헌(司憲府大司憲)을 지내면서 연산군(燕山君)에게 직간(直諫)하다가 종성부교수(鍾城府敎授)로 좌천되어 그곳에서 죽어서 그를 1세조로 하고 본관도 이때부터 청산이라 하였다.

## 분파
대사헌파(大司憲派)에서 주부공파(主簿公派), 사간공파(司諫公派), 부사공파(府使公派), 통덕랑공파(通德郞公派), 참의공파(봉화공파)(叅議公派)

## 과거 급제자
청산 정씨는 무과 급제자 7명을 배출하였다.
무과
정봉상(鄭鳳祥) 정세민(鄭世民) 정시윤(鄭時胤) 정응길(鄭應吉) 정이협(鄭履恊) 정화제(鄭華齊)

## 인구
- 1985년 867가구 3,656명
- 2000년 1,135가구 3,707명